# Gladde clausilia
De gladde clausilia (Cochlodina laminata) is een slakkensoort uit de familie van de Clausiliidae. De wetenschappelijke naam van de soort werd voor het eerst geldig gepubliceerd in 1803 door George Montagu als Turbo laminatus.

## Kenmerken
Het slakkenhuisje van de gladde clausilia is bolvormig, spoelvormig en linkshandig gewonden. Het meet 15 tot 17 mm hoog en is tot 4 mm dik. Elf tot twaalf licht gebogen windingen worden gevormd tot aan het volwassen stadium, de top is stomp en afgerond. Het oppervlak van de schelp vertoont fijne, enigszins onregelmatige groeistrepen. De kleur varieert van geelbruin tot roodbruin tot donkerbruin. Als ze vers zijn, is de huid glanzend en licht doorschijnend. De gevallen van oudere exemplaren zijn echter vaak gecorrodeerd en vertonen onregelmatig verdeelde witachtige vlekken. Deze hoesjes zijn ook niet meer doorschijnend. 
De mond is eivormig, vaak ruw naar boven gericht. De mondrand is naar buiten gebogen en verdikt door een witgekleurde lip. In het pariëtale gebied ligt het dicht bij de vorige krans. In de mond bevindt zich een duidelijk ontwikkelde bovenste en onderste lamel en drie tot vier zwak ontwikkelde palatinale plooien. Twee van deze plooien zijn meestal duidelijk zichtbaar in de mond. Een maanplooi ontbreekt, evenals vaak een palatinale plooi, die echter ook zwak ontwikkeld kan zijn.

## Verspreiding en leefgebied
De gladde clausilia is wijdverbreid in Europa en relatief algemeen in overeenkomstige leefomgevingen. Naar het westen toe wordt het echter zeldzamer, zoals in het westen van Frankrijk, de Britse Eilanden en Ierland. Het is ook grotendeels afwezig in Nederland en de direct aangrenzende regio's van Noord-Duitsland, evenals het grootste deel van Scandinavië. Het is alleen te vinden in het zuidelijke deel. In het zuiden strekt het verspreidingsgebied zich uit tot Noord-Spanje, op het Apennijnenschiereiland tot Calabrië en op het Balkanschiereiland tot Noord-Griekenland. In het oosten strekt het bereik zich uit tot de Kaukasus.
Het geeft de voorkeur aan schaduwrijke, meestal vochtige, maar af en toe vrij droge leefgebieden in loof-, gemengde en naaldbossen en struiken. Het leeft daar, onverschillig voor rotsen, onder strooisel, op rotsen, stenen, boomstronken en rottend hout, vaak in grotere kolonies. Bij regen en vochtig weer klimt hij vaak in boomstammen. In de Alpen komt de soort voor tot 2300 meter boven zeeniveau.

## Biologie

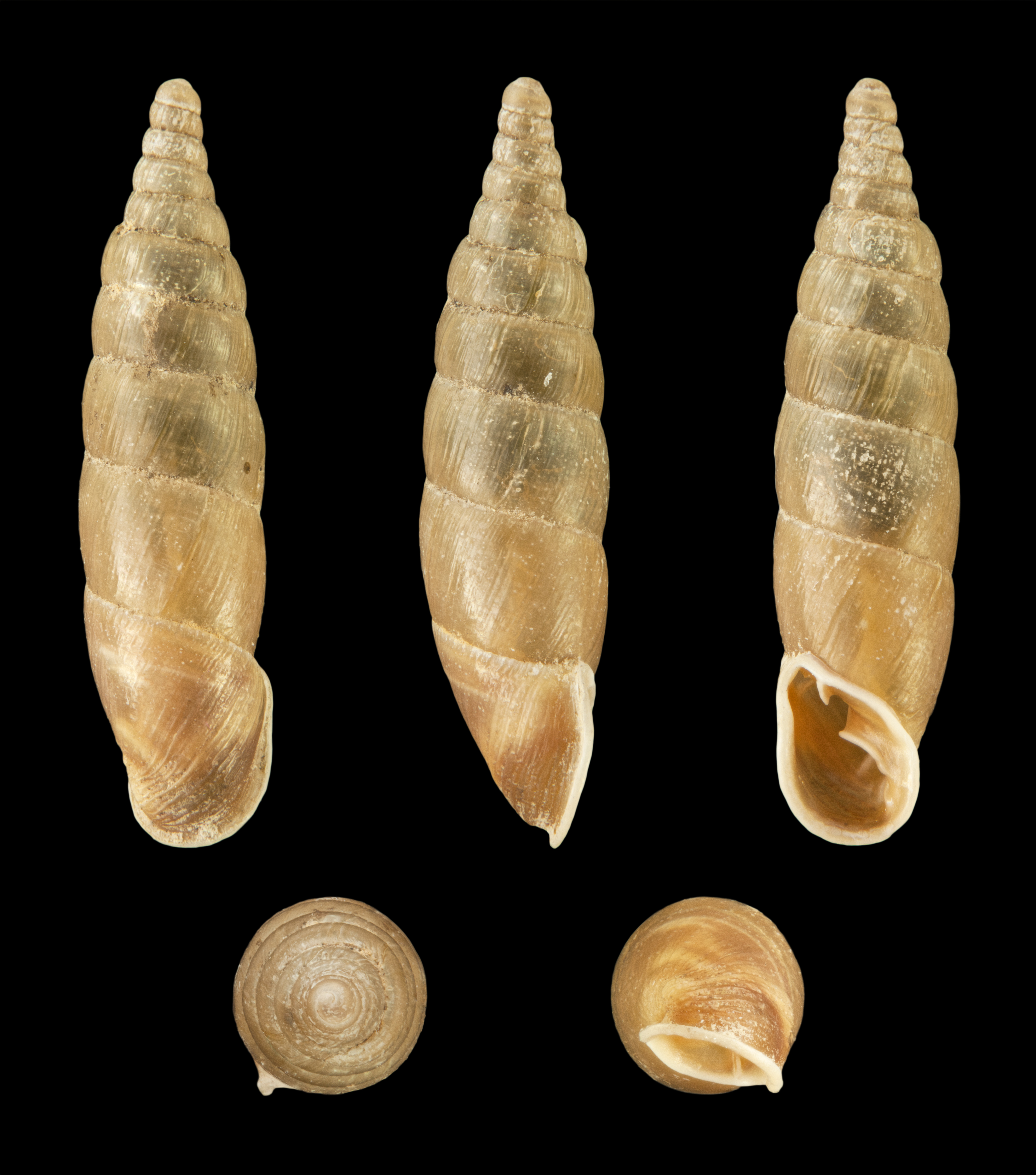

De gladde clasilia voedt zich met verdorde plantdelen, soms ook met schimmels. Zoals alle clasilia's zijn de dieren hermafrodieten die elkaar bevruchten. De paring vindt plaats in augustus. Slechts ongeveer 10 tot 15, max. 17 zeer dooierrijke eieren worden gevormd, die in het strooisel op de grond worden gelegd. De eieren zijn rondachtig, wit en hebben een diameter van 2 mm. Afhankelijk van het weer en de luchtvochtigheid komen de eieren eind september tot begin oktober uit. Na twee jaar zijn ze volgroeid en leven ze, in ieder geval onder kweekomstandigheden, tot vijf jaar.